# واحد پایانه دوردست
واحد پایانهٔ دوردست یا آرتی‌یو یک واحد داده‌برداری و کنترل خوداتکا است که عموماً بر پایهٔ ریزپرداز ساخته می‌شود و به کنترل و نظارت تجهیزات راه دور می‌پردازد. هدف اصلی این واحد این است که داده‌ها را از تجهیزاتِ پردازشِ واحدِ دوردست دریافت کند و سپس آن‌ها را به ایستگاه مرکزی انتقال دهد. این واحد عموماً این امکان را دارد که برنامه‌های پیکربندی و کنترل خود را از راه ایستگاه مرکزی دریافت کند.
با وجود اینکه به صورت سنتی واحد پایانهٔ دوردست معمولاً اطلاعات را به ایستگاه مرکزی برمی‌گرداند، اما امکان ارتباط عملکرد آن به صورت یک ایستگاه رله یا به روش همتا به همتا با دیگر آرتی‌یوها نیز وجود دارد. در حالتی که آرتی‌یو حالت رله‌ای دارد ممکن است از طریق ایستگاه مرکزی در دسترس نباشد. آرتی‌یوها را می‌توان بر پایهٔ تعداد سیگنال‌های آنالوگ و دیجیتالشان به سه دستهٔ کوچک (بین ۱۰ تا ۲۰ سیگنال)، متوسط (تا ۱۰۰ سیگنال دیجیتال و ۳۰ تا ۴۰ سیگنال آنالوگ) و بزرگ (با تعداد ورودی‌هایی بیشتر از حالت متوسط) تقسیم‌بندی کرد.
پودمان‌های سخت‌افزاری یک آرتی‌یو رایج معمولاً شامل پردازندهٔ کنترل و حافظهٔ مرتبط، ورودی‌های آنالوگ/دیجیتال، خروجی‌های آنالوگ/دیجیتال، ورودی شمارنده، میاناهای ارتباط، منبع تغذیه و جعبه و بدنه می‌شود.
در برخی کاربردها می‌توان از پی‌ال‌سی به جای آرتی‌یوهای تجاری موجود استفاده کرد که نصبشان نسبتاً ساده است و از نظر فیزیکی نسبت به روش‌های جایگزین حجم بسیار کمتری می‌گیرند. با این وجود ممکن است برای کاربردهای خاص مانند رادیوتلمتری مناسب نباشند.

## واژه‌نامه
1. ↑  Remote Terminal Unit
2. ↑  Data acquisition
3. ↑  Standalone
4. ↑  communication interface